# Teresio Martinoli
Teresio Martinoli (né le 26 mars 1917 à Novare et mort le 25 août 1944) est un pilote de chasse italien. 

## Biographie
Teresio Martinoli combattit lors de la guerre d'Espagne et de la Seconde Guerre mondiale au sein de la Regia Aeronautica.